# 沼田一雅

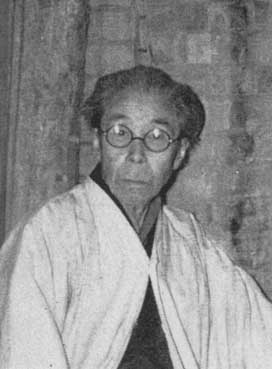
沼田一雅『芸術新潮』第5巻第5号、(1954年)

沼田 一雅（ぬまた かずまさ/ぬまた いちが、1873年（明治6年）5月5日 - 1954年（昭和29年）6月5日）は、日本の陶磁器彫刻家・工芸家。本名は沼田 勇次郎。

## 人物
福井県福井市出身。竹内久一に彫刻を学ぶ。1896年（明治29年）東京美術学校助教授。1900年（明治33年）パリ万国博覧会で鋳銅「猿廻し置物」が1等金牌を受賞。1903年（明治36年）渡仏してセーヴル陶磁器製作所(現:国立陶芸美術館)にてセーブル焼、陶磁器彫刻の研究を行う。1906年（明治39年）帰国し、1909年（明治42年）東京美術学校教授（1933年退官）。1933年（昭和8年）からは帝展の審査員等を務めた。また、日本陶彫会を結成し、その会長を務めた。1954年5月、日本芸術院賞・恩賜賞を受賞。同年6月5日、胃癌のため死去。

## 栄典
- 1908年（明治41年）2月21日 - 従七位[5]
- 1912年（明治45年）3月1日 - 正七位[6]
- 1915年（大正4年）2月20日 - 従六位[7]
- 1917年（大正6年）8月25日 - 勲六等瑞宝章[8]
- 1918年（大正7年）2月12日 - 正六位[9]
- 1921年（大正10年）2月10日 - 従五位[10]
- 1924年（大正13年）4月30日 - 勲五等瑞宝章[11]
- 1928年（昭和3年） - レジオンドヌール勲章シュヴァリエ[2]
- 1928年（昭和3年）7月16日 - 正五位[12]
- 1930年（昭和5年）7月8日 - 勲四等瑞宝章[13]
- 1933年（昭和8年）9月1日 - 従四位[14]
- 1933年（昭和8年）10月16日 - 正四位[15]

## 記念像
- 「能楽師梅若実翁像」
- 「原嘉道像」
- 「根津嘉一郎像」
- 「ウェスト博士像」(東京大学構内)
- 「竹内久一像」(東京藝術大学構内)　など

## 主な作品

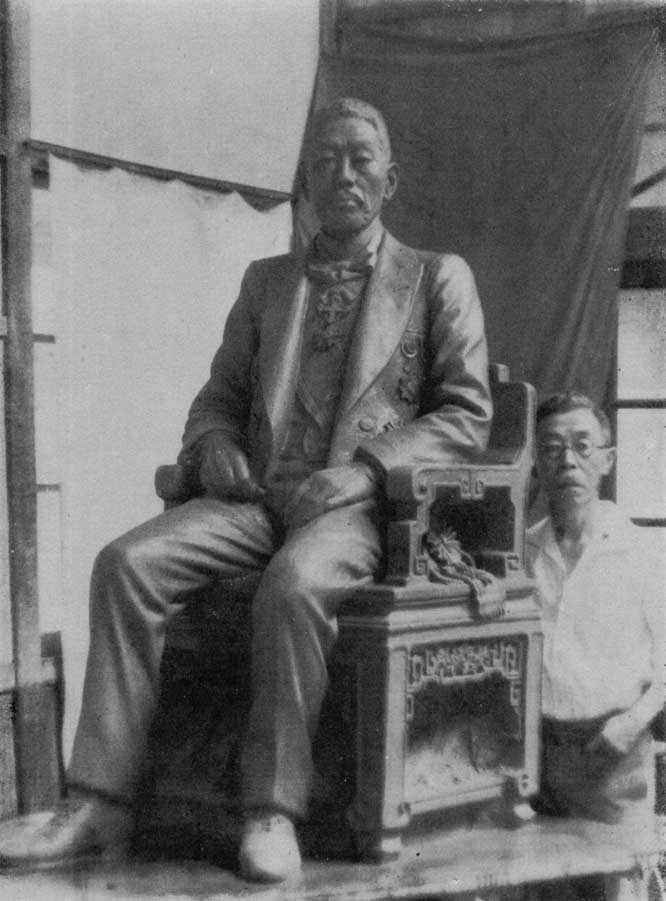
正木直彦像（沼田一雅作陶像原型）

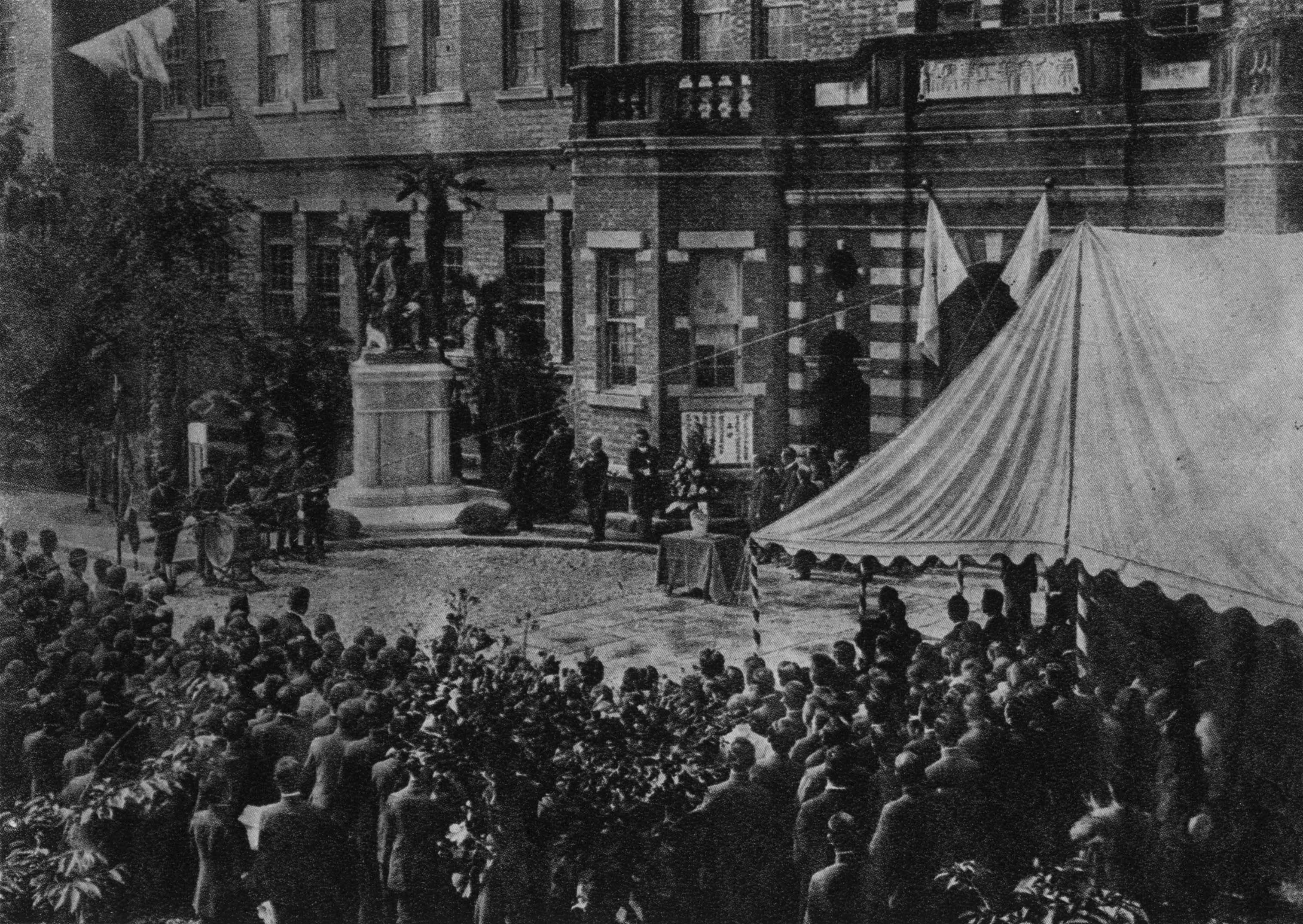
1921年(大正10年)5月手島精一先生銅像除幕式の光景

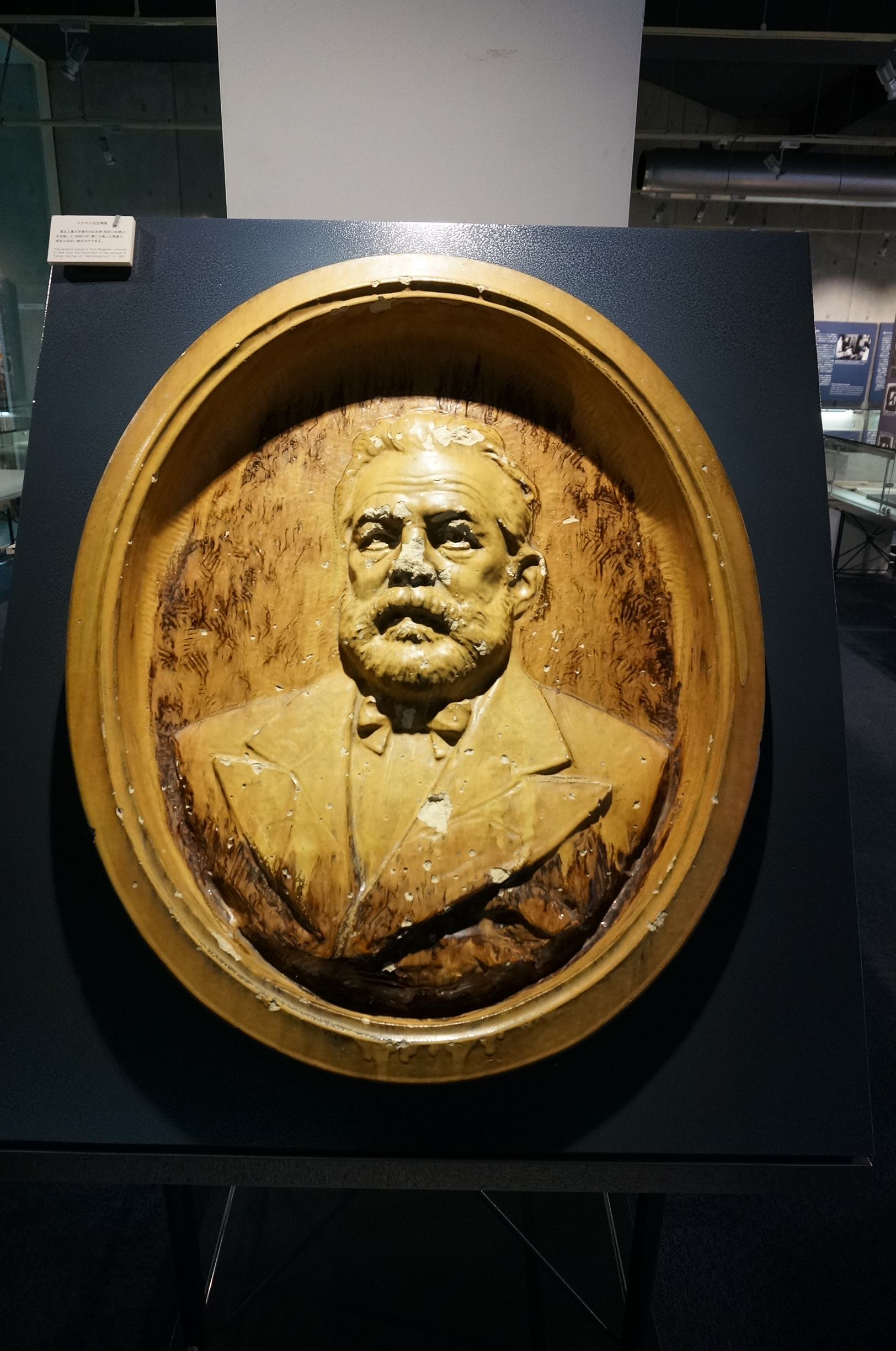
ワグネル陶像東京工業大学博物館・百年記念館(地下1階：特別展示室A)

- 「正木直彦像」(東京芸大陳列館内)
- 「ワグネル博士像」(東京工業大学内)
- 「中沢岩太像」
- 「慶應義塾図書館旧館大時計」